# Santa María Goretti (título cardenalicio)
Santa María Goretti es un título cardenalicio diaconal de la Iglesia católica. Fue instituido por el papa Benedicto XVI en 2012.

## Titulares
- Prosper Grech, O.S.A. (18 de febrero de 2012 - 30 de diciembre de 2019)
- Agostino Marchetto (desde el 30 de septiembre de 2023)